# Keith Aucoin
Keith Aucoin, född 6 november 1978, är en amerikansk professionell ishockeyspelare som spelar för EHC Red Bull München i DEL. Han har tidigare representerat St. Louis Blues, New York Islanders, Washington Capitals och Carolina Hurricanes på NHL-nivå.
Aucoin blev aldrig draftad av något lag.